# Groß Hohn

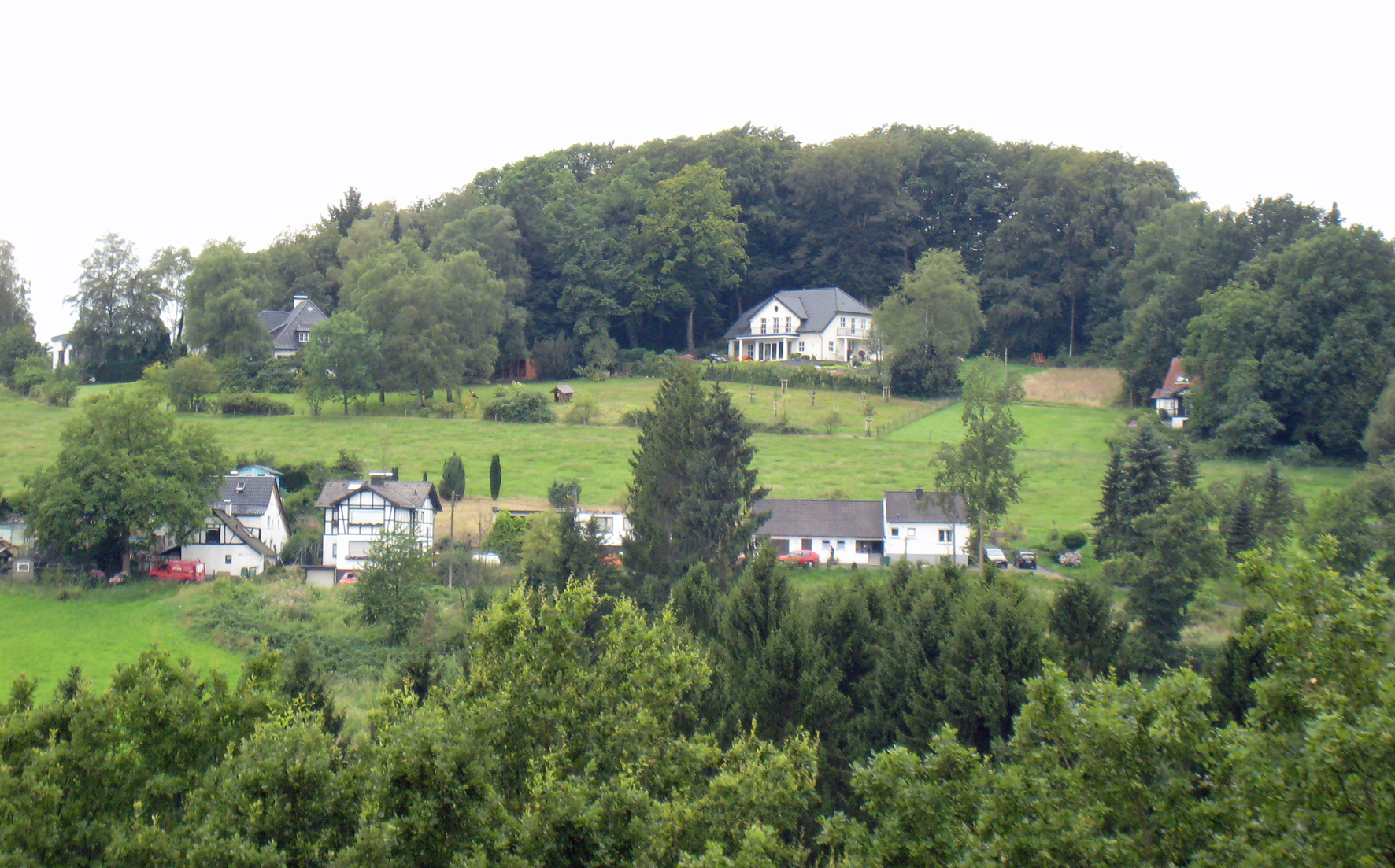
Blick von Ehrenfeld auf Groß Hohn

Groß Hohn ist ein Ortsteil im Stadtteil Moitzfeld von Bergisch Gladbach.

## Geschichte
Die hochmittelalterliche Siedlungsgründung Hohn zerfiel in zwei getrennte Siedlungskerne, die in der Frühen Neuzeit in Groß Hohn und Kleinhohn umbenannt wurden. Im Urkataster sind beide Namen bereits 1827 enthalten. Auch im Einkünfteverzeichnis der Bensberger Pfarrkirche von 1732 wird die Siedlung auffm großen hohn genannt. Lehnsrechtlich unterstanden die beiden Güter Groß Hohn und Kleinhohn dem Lehnhof zu Sulsen (Immekeppel). Der Flurname hohn bedeutet ursprünglich einen eingezäunten Raum. Es handelt sich dabei also um eine Siedlung, die zu ihrem Schutz von einem Zaun oder einer Hecke umgeben ist.

## Bergbau
Ab der Mitte des 19. Jahrhunderts begann der industrielle Bergbau auf der Grube Weiß. Mit dem Grubenfeld Himmelsglück hatte sie eine Lagerstätte, die bis an Groß Hohn heranreichte.